# Hannie Termeulen

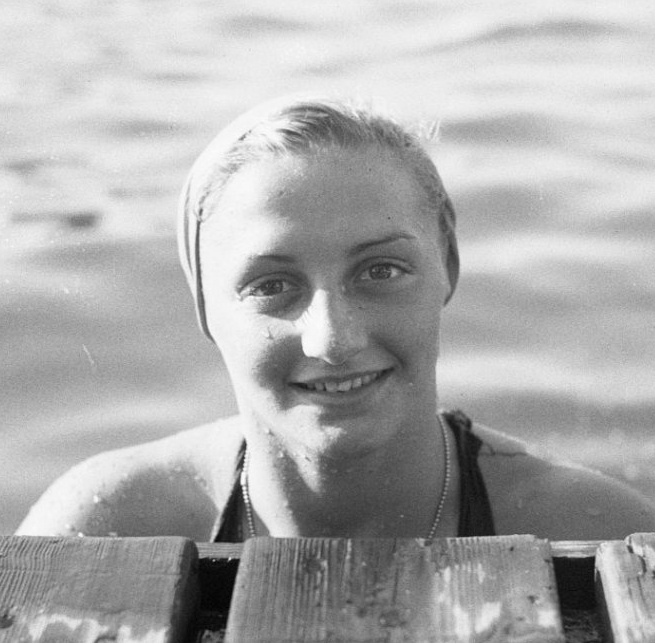
Hannie Termeulen in 1948

Johann Maria (Hannie) Termeulen-Boomstra (Wiesbaden, 18 februari 1929 – Amsterdam, 1 maart 2001) was een zwemster. Zij behaalde haar grootste zwemsuccessen vlak na de Tweede Wereldoorlog en aan het begin van de jaren vijftig van de 20e eeuw. Hoogtepunten uit haar carrière waren de twee zilveren medailles bij de Olympische Spelen van 1952 in Helsinki op de 100 en de 4x100 meter vrije slag. 
Met die dubbelslag revancheerde de pupil van de veelzijdige sporttrainer en -coach Frits Happel zich voor haar mislukte race bij de Olympische Spelen van 1948 in Londen. Al won de zevenvoudig Nederlands kampioene nog wel brons met de estafetteploeg op de 4x100 meter vrije slag in de Britse hoofdstad.
Termeulen was een aparte verschijning in de zwemwereld; een gevoelsmens die vooral gedijde bij een losse, individuele aanpak, en regelmatig op hoge hakken liep en haar nagels lakte. Haar talenten kwamen tot wasdom onder Happel die, in tegenstelling tot zijn 'strenge' collega Jan Stender van De Robben, meer geloofde in de rustgevende aanpak. Termeulens erelijst vermeldt verder onder meer twee zilveren medailles (100 meter vrije slag en 4x100 meter vrije slag), behaald bij de Europese kampioenschappen van 1947, en één gouden plak, behaald bij de Europese kampioenschappen van 1950, met de 4x100-ploeg op de vrije slag.